# Being for the Benefit of Mr. Kite!
«Being for the Benefit of Mr. Kite!» és una cançó de The Beatles, publicada com la setena pista de l'àlbum Sgt. Pepper's Lonely Hearts Club Band. El principal compositor de la cançó és John Lennon, encara que recentment Paul McCartney ha afirmat que ell també hi va contribuir. S'atribueix al tàndem Lennon–McCartney.

## Personal
- John Lennon – veus principal i harmònica double-tracked, orgue Hammond, tape loops, harmònica
- Paul McCartney – baix elèctric
- George Harrison – harmònica, orgue Hammond
- Ringo Starr – bateria, pandereta, shaker, harmònica
- George Martin – piano, harmònium, orgue Lowrey, glockenspiel, tape loops, orgue Hammond
- Mal Evans – harmònica baixa
- Neil Aspinall – harmònica
- Geoff Emerick – tape loops